# 104 Samodzielny Pułk Piechoty (LWP)
104 samodzielny pułk piechoty (104 spp) – oddział piechoty Wojska Polskiego.
Sformowany w październiku 1953. Wchodził w skład Warszawskiego Okręgu Wojskowego. Stacjonował w garnizonie Zambrów. Jego stan etatowy wynosił 1328 żołnierzy i 12 pracowników cywilnych. Była to jednostka o charakterze szkolnym. W 1955 zmniejszono stan jednostki do 522 żołnierzy.